# Rytidostylis gracilis
Rytidostylis gracilis là một loài thực vật có hoa trong họ Cucurbitaceae. Loài này được Hook. & Arn. miêu tả khoa học đầu tiên năm 1840.